# Nagybörzsöny
Nagybörzsöny is een plaats (község) en gemeente in het Hongaarse comitaat Pest. Nagybörzsöny telt 871 inwoners (2001).

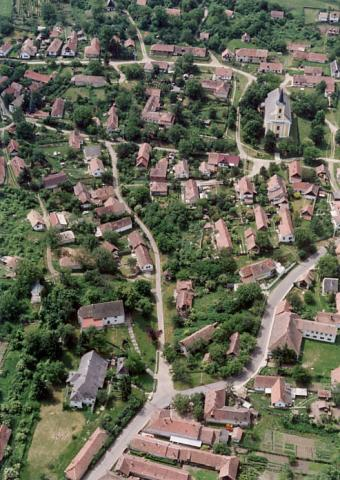
Luchtfoto van Nagybörzsöny
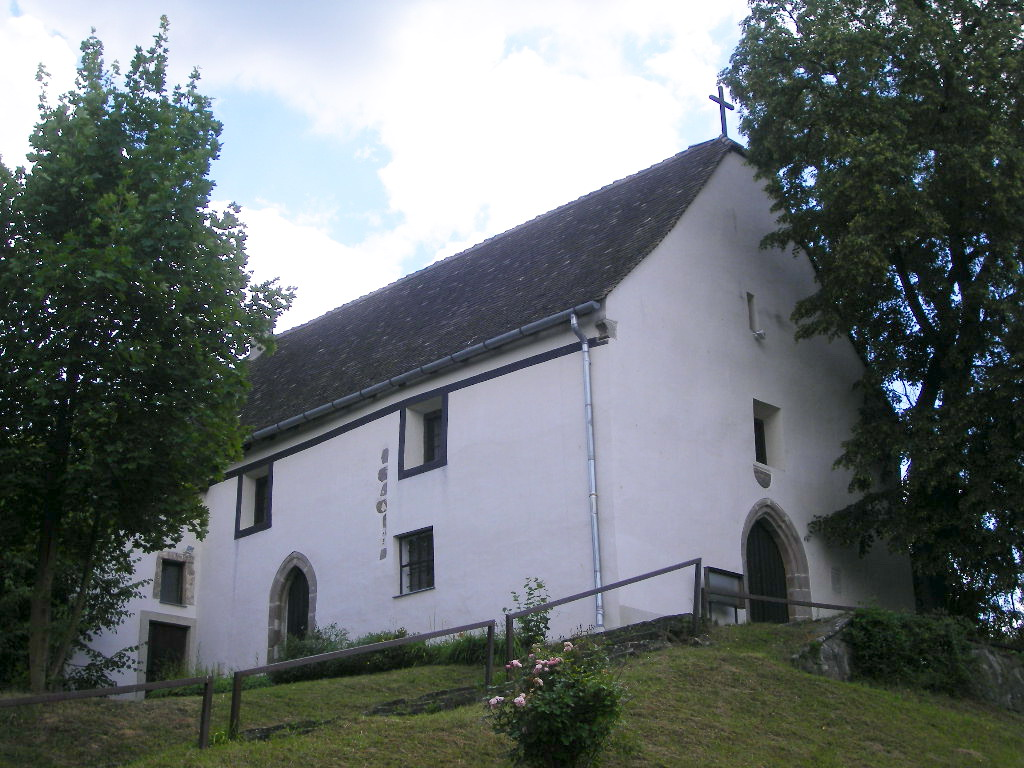
Kerk O.l.v. van smarten
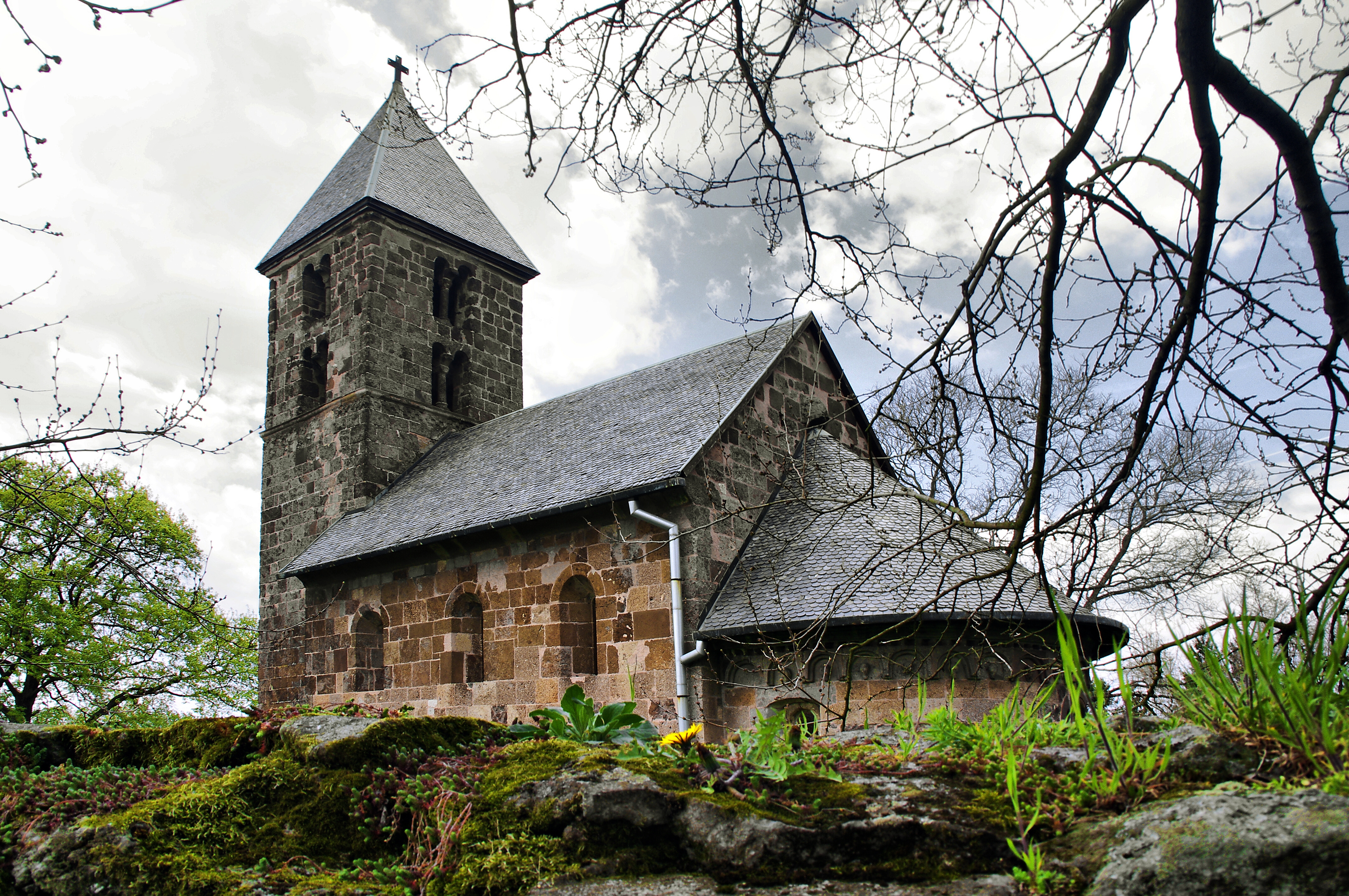
Oude parochiekerk St. Stefanus
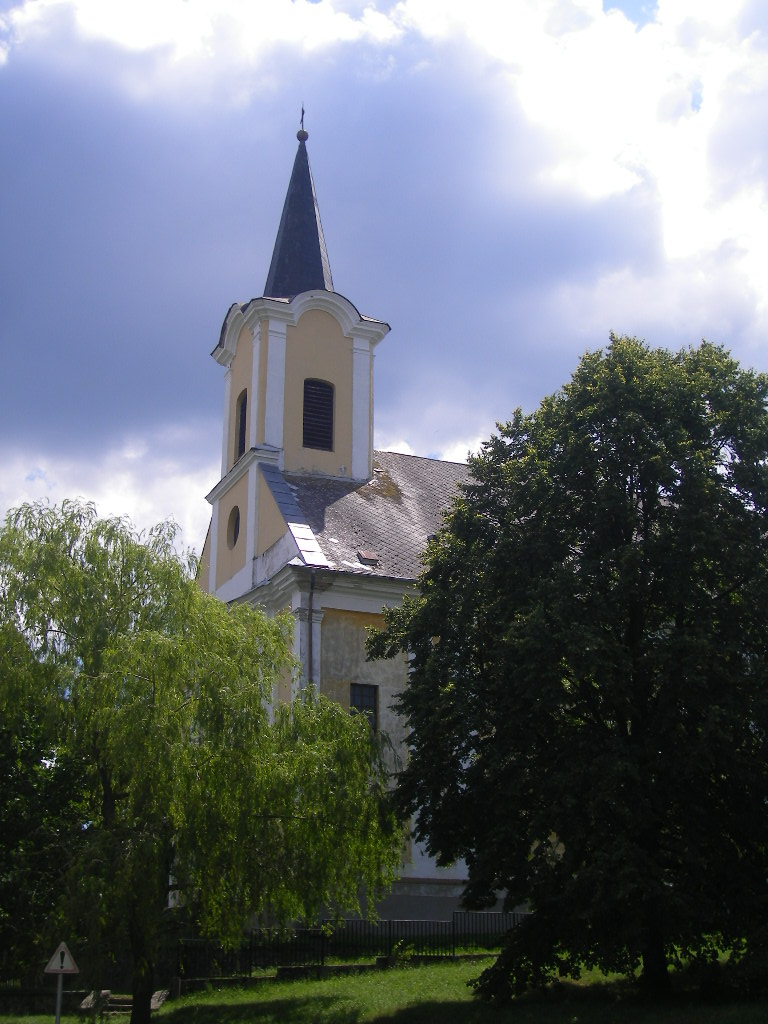
St Nicolaaskerk